# Индийская пятнистая акула
Индийская пятнистая акула (лат. Bythaelurus hispidus) — один из видов рода Bythaelurus, семейство кошачьих акул (Scyliorhinidae). Впервые вид описан в журнале «Annals and Magazine of Natural History».

## Ареал
Этот глубоководный вид акул обитает на верхних континентальных склонах вИндийском океане у берегов Индии, Шри Ланки и Андаманских островов на глубине от 293 до 766 м. Голотип был выловлен в Андаманском море (11°31’40"с. ш., 92°46’40"в.ш.).

## Описание
Максимальная длина 26 см (самцы) и 29 см (самки).

## Биология
Рацион состоит из небольших рыб, кальмаров и ракообразных. О способе размножения данных нет.

## Взаимодействие с человеком
Данных для оценки состояния сохранности вида недостаточно.